# Temporada 1982-1983 del RCD Espanyol
Dades de la Temporada 1982-1983 del RCD Espanyol.

## Fets Destacats
- 4 d'agost de 1982: Phillips Cup, Berna: Servette FC 3 - Espanyol 0[5]
- 6 d'agost de 1982: Phillips Cup, Berna: SSC Napoli 2 - Espanyol 1[6]
- 13 d'agost de 1982: Torneig Ciutat de Palma: Paris Saint-Germain FC 0 - Espanyol 0[7]
- 14 d'agost de 1982: Torneig Ciutat de Palma: RCD Mallorca 4 - Espanyol 4[8]
- 17 d'agost de 1982: Torneig Ciutat de Barcelona: Espanyol 3 - West Bromwich Albion 2[9]
- 18 d'agost de 1982: Torneig Ciutat de Barcelona: Espanyol 1 - Spartak Moscou 3[10]
- 12 d'octubre de 1982: Copa: Atlètic Ciutadella 0 - Espanyol 7[11]
- 26 d'octubre de 1982: Copa: Espanyol 6 - Atlètic Ciutadella 0[12]
- 12 de desembre de 1982: Lliga: Reial Societat 0 - Espanyol 2[13]
- 30 de gener de 1983: Lliga: Reial Madrid 2 - Espanyol 2[14]
- 6 de març de 1983: Lliga: Espanyol 5 - València CF 2[15]
- 13 d'abril de 1983: Copa: Sporting de Gijón 5 - Espanyol 0[16]
- 21 de maig de 1983: Copa de la Lliga: Espanyol 7 - Celta de Vigo 1[17]

## Resultats i classificació
- Lliga d'Espanya: Novena posició amb 32 punts (34 partits, 13 victòries, 6 empats, 15 derrotes, 45 gols a favor i 47 en contra).
- Copa d'Espanya: Eliminà el FC Andorra a la primera ronda, l'Atlètic Ciutadella a trenta-dosens de final, el CD Aragón a setzens, el València CF a vuitens, però fou eliminat per l'Sporting de Gijón a quarts de final.
- Copa de la Lliga: Eliminà el Celta de Vigo a setzens de final, però fou eliminat per la Reial Societat a vuitens de final, després de pròrroga i penals.

## Plantilla
| P   | Jugador             | Lliga | Lliga | Copa d'Espanya | Copa d'Espanya | Copa de la Lliga | Copa de la Lliga |
| P   | Jugador             | PJ    | G     | PJ             | G              | PJ               | G                |
| --- | ------------------- | ----- | ----- | -------------- | -------------- | ---------------- | ---------------- |
| POR | Thomas N'Kono       | 33    | -46   | 6              | -9             | 4                | -6               |
| POR | Manuel H. Domínguez | 1     | -1    | 4              | 0              | -                | -                |
| POR | Miquel Duran        | -     | -     | -              | -              | -                | -                |
| POR | Theo Custers        | -     | -     | -              | -              | -                | -                |
| POR | Manuel Espinosa     | -     | -     | -              | -              | -                | -                |
| DEF | Javier Escalza      | 30    | 1     | 9              | -              | 4                | -                |
| DEF | Antoni Arabí        | 30    | 1     | 7              | -              | 3                | -                |
| DEF | Miquel Corominas    | 24    | 2     | 6              | -              | 4                | 1                |
| DEF | Job                 | 24    | -     | 6              | -              | 4                | -                |
| DEF | Josep Maria Gallart | 18    | -     | 8              | -              | 3                | -                |
| DEF | Dani Cabezas        | 7     | -     | 5              | -              | -                | -                |
| DEF | Lluís Romera        | 2     | -     | 1              | -              | -                | -                |
| DEF | Juan Verdugo        | 1     | -     | 3              | -              | -                | -                |
| DEF | Juan Huertas        | -     | -     | -              | -              | -                | -                |
| DEF | Miguel Ángel        | -     | -     | -              | -              | -                | -                |
| MIG | Bartolomé Márquez   | 32    | 6     | 8              | 1              | 4                | -                |
| MIG | Manuel Zúñiga       | 32    | -     | 6              | 1              | 4                | -                |
| MIG | John Lauridsen      | 30    | 2     | 9              | 1              | 3                | 2                |
| MIG | Manuel Padilla      | 16    | -     | 4              | -              | 2                | -                |
| MIG | Diego Orejuela      | 13    | -     | 3              | -              | -                | -                |
| MIG | Higinio Vilches     | 10    | -     | 3              | 1              | -                | -                |
| MIG | Fernando Molinos    | 9     | -     | 1              | 0              | 2                | -                |
| MIG | Jordi Carreño       | -     | -     | -              | -              | -                | -                |
| DAV | Orlando Giménez     | 30    | 9     | 7              | 5              | 4                | 1                |
| DAV | Rafael Marañón      | 33    | 10    | 7              | 5              | 4                | 5                |
| DAV | Andoni Murúa        | 30    | 7     | 7              | -              | 4                | 2                |
| DAV | Jesús Orejuela      | 19    | 5     | 9              | 6              | -                | -                |
| DAV | Eduard Mauri        | 17    | 2     | 6              | 3              | 3                | -                |
| DAV | Santiago Palanca    | -     | -     | 2              | 2              | -                | -                |